# Jiuhe (sockenhuvudort i Kina, Jiangxi Sheng, lat 29,06, long 115,82)
Jiuhe är en sockenhuvudort i Kina. Den ligger i provinsen Jiangxi, i den sydöstra delen av landet, omkring 42 kilometer norr om provinshuvudstaden Nanchang. Antalet invånare är 20 600. Befolkningen består av 9 911 kvinnor och 10 689 män. Barn under 15 år utgör 22,0 %, vuxna 15-64 år 69 %, och äldre över 65 år 7,0 %.
Runt Jiuhe är det ganska tätbefolkat, med 239 invånare per kvadratkilometer. Närmaste större samhälle är Makou, 12,3 km sydväst om Jiuhe. Trakten runt Jiuhe består till största delen av jordbruksmark.
Genomsnittlig årsnederbörd är 2 141 millimeter. Den regnigaste månaden är maj, med i genomsnitt 334 mm nederbörd, och den torraste är januari, med 59 mm nederbörd.